# Orachrysops ariadne
Orachrysops ariadne là một loài loài bướm thuộc họ Lycaenidae. Đây là loài đặc hữu của Nam Phi, nơi nó chỉ được biết đến ở vài địa phương ở trung bộ KwaZulu-Natal.
Sải cánh khoảng 26–40 mm. Cá thể trưởng thành mọc cánh từ tháng 3 tới tháng 4. Mỗi năm loài này có một thế hệ.
Ấu trùng ăn Indigofera woodii var. laxa.